# Балта (Лагодехский муниципалитет)
Балта (груз. ბალთა) — село в Грузии, в муниципалитете Лагодехи края Кахетия. 

## География
Село расположено в восточной части края, в 33 километрах по прямой к юго-западу от центра муниципалитета Лагодехи. Высота центра — 230 метров над уровнем моря.

## Население
По данным переписи населения 2014 года, в селе проживало 85 человек.
| Год  | Население | Мужчины | Женщины |
| ---- | --------- | ------- | ------- |
| 2002 | 122       | 66      | 56      |
| 2014 | 85        | 48      | 37      |